# Mollens (Crans-Montana)
Mollens (toponimo francese; in tedesco Molei, desueto) è una frazione di 954 abitanti del comune svizzero di Crans-Montana, nel Canton Vallese (distretto di Sierre).

## Storia

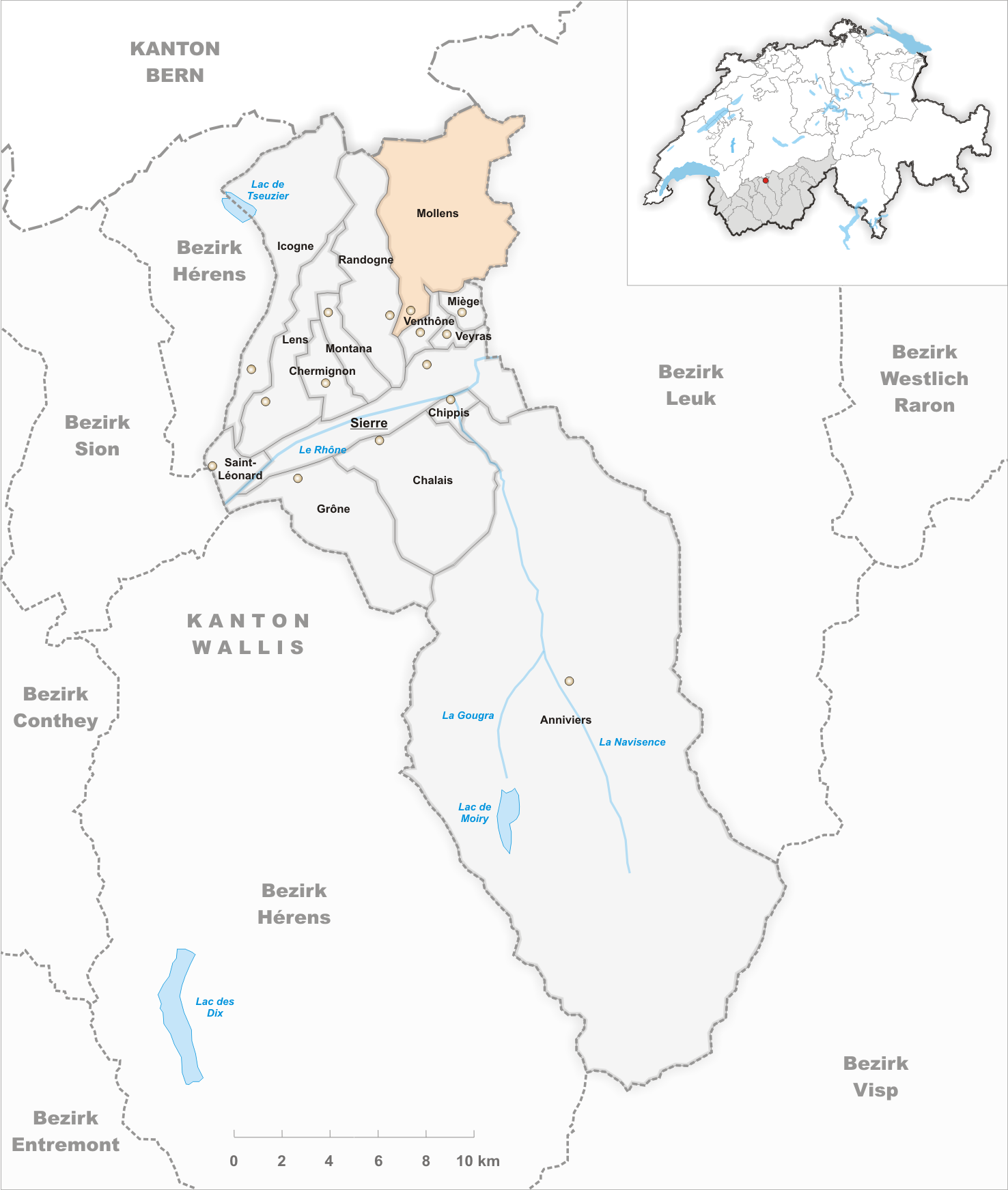
Il territorio del comune di Mollens prima degli accorpamenti comunali del 2017

Già comune autonomo istituito nel 1839 per scorporo da quello di Sierre, si estendeva per 32,51 km² e comprendeva anche le frazioni di Aminona, Conzor, Cordona, Laques e Saint-Maurice-de-Laques; nel 2017 è stato accorpato agli altri comuni soppressi di Chermignon, Montana e Randogne per formare il nuovo comune di Crans-Montana.

## Monumenti e luoghi d'interesse
- Cappella cattolica di San Carlomagno, eretta nel 1682[1]

## Società

### Evoluzione demografica
L'evoluzione demografica è riportata nella seguente tabella:
Abitanti censiti

## Amministrazione
Ogni famiglia originaria del luogo fa parte del cosiddetto comune patriziale e ha la responsabilità della manutenzione di ogni bene ricadente all'interno dei confini della frazione.